# Locharbriggs
Locharbriggs är en ort i Storbritannien.   Den ligger i kommunen Dumfries and Galloway och riksdelen Skottland, i den centrala delen av landet, 500 km nordväst om huvudstaden London. Locharbriggs ligger 21 meter över havet och antalet invånare är 6 333.
Terrängen runt Locharbriggs är kuperad åt nordväst, men åt sydost är den platt. Runt Locharbriggs är det tätbefolkat, med 427 invånare per kvadratkilometer. Närmaste större samhälle är Dumfries, 4,1 km söder om Locharbriggs. Trakten runt Locharbriggs består i huvudsak av gräsmarker.